# L'Infirmière magazine
L'Infirmière magazine is een Frans tijdschrift dat werd gestart in 1987. Het tijdschrift is nu een onderdeel van Wolters Kluwer en heeft zijn hoofdzetel in Rueil-Malmaison (regio Île-de-France).